# أخصائي العلاج الوظيفي المهني

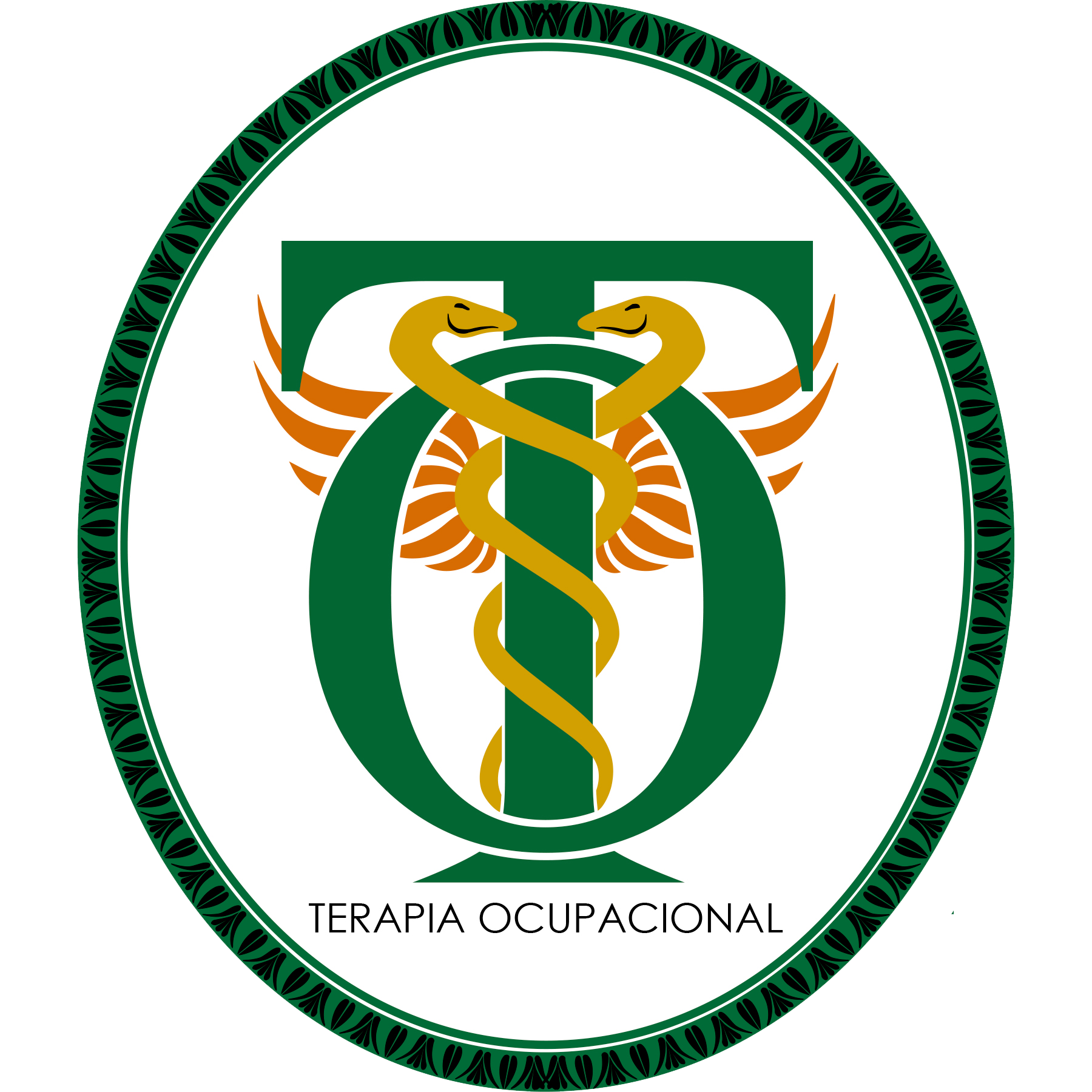

أخصائي العلاج الوظيفي المهني أو المعالج المهني (بالإنجليزية: Occupational therapist)‏ ويُعرف اختصارًا باسم OT، هو أخصائي يَعمل لمساعدة العَميل على تحقيق والوصول إلى حالةٍ حياتية من خلال استخدام النشاطات الهادفة أو المصممة لتحقيق نتائج مهنية تُعزز الصحة، وتساعده في تجنب الإصابة أو العجز، وذلك لتطوير أو تحسين أو الحفاظ على أو استعادة أعلى مستوى ممكن من الاستقلال.
يكمن دور أخصائي العلاج الوظيفي في تحسين أداء الفرد والتغلب على جوانب القصور أو العجز الناتج عن الإصابة وتحسين قدرة الفرد على أداء الواجبات والأعمال اليومية باستقلالية والحدّ من الاعتماد على الغير. وتعزيز الصحة، ومنع الإصابات والعجز أو تطورها، والحفاظ على أو استعادة أعلى مستوى ممكن من الاستقلالية.
أخصائي العلاج الوظيفي يساعد الناس من جميع الأعمار في تحسين قدراتهم على تنفيذ مهام الحياة اليومية والعمل. يعملون مع الأفراد ذوي الاحتياجات الخاصة الذين لديهم مشاكل عقلية ، جسدية، اجتماعية ، نفسية في الإدراك أو تأخر النمو. فهو يساعدهم على تطوير، أو استعادة، أو المحافظة على مهارات الحياة اليومية والعمل. 
ليس فقط لتحسين وظائفهم الحركية الأساسية وقدرات التفكير فقط، ولكن أيضا للتعويض عن فقدان القدرة الوظيفية. أخصائي العلاج الوظيفي يساعد العملاء في أداء الأنشطة من جميع الأنواع، بدءاً من استخدام الكمبيوتر لرعاية الاحتياجات اليومية مثل ارتداء الملابس والطهي، وتناول الطعام. ويمكن استخدام التمارين البدنية لزيادة القوة واستعادة البراعة الجسدية، في حين يمكن اختيار أنشطة أخرى لتحسين حدّة البصر والقدرة على تمييز الأنماط على سبيل المثال، قد يكون شجع عميل مصاب في فقدان الذاكرة القصيرة لصنع قوائم يقوم بالكتابة عليها حتى تساعده على التذكر، أو شخص يعاني من مشاكل التنسيق التناغم الحركي ليقوم في تمارين لتحسين التنسيق بين اليد والعين. أيضا يستخدم برامج الكمبيوتر لمساعدة العملاء في تحسين عملية صنع القرار، التفكير ، التلخيص، حل المشكلات ، ومهارات الإدراك الحسي وكذلك الذاكرة والتسلسل والتنسيق. وكلها هامة للعيش باستقلالية. أخصائي العلاج الوظيفي غالبا ما يكون ماهراً في الاستراتيجيات النفسية مثل العلاج السلوكي المعرفي خاصة عند إدخال الناس إلى استراتيجيات جديدة لتنفيذ الأنشطة اليومية.

## العملاء ذوي الإعاقة الدائمة
أخصائي العلاج الوظيفي يُعَلِّم ذوي الإعاقات الدائمة مثل إصابات الحبل الشوكي، والشلل الدماغي، أو ضمور العضلات استخدام معدات التكيف بما في ذلك الكراسي المتحركة والجبائر، والأدوات الخاصة المساعِدة في تناول الطعام وارتداء الملابس. إنهم أيضا يصنعون أو يقدمون المعدات الخاصة اللازمة في المنزل أو في العمل. الأخصائيون يقومون بتطوير المعدات بمساعدة الحاسوب والأدوات المعدلة وتدريب العملاء كيفية استخدام تلك المعدات من أجل التواصل بشكل أفضل والسيطرة على مختلف جوانب بيئتهم.

## مع العمل
هو علاج الأفراد الذين تضررت قدرتهم على العمل أو على التأقلم في بيئة العمل، فيقومون بتقييم بيئة العمل وأنشطة العمل وتقييم تقدم العميل.يتعاون الأخصائي أيضا مع العميل وصاحب العمل لتعديل بيئة العمل بحيث يصبح بيئة مناسبة.

## مع الأطفال
أخصائي العلاج الوظيفي قد يعمل بشكل حصري مع أفراد من فئة عمرية معينة أو ذوي الإعاقات معينة، في المدارس، على سبيل المثال، فإنه يقيّم قدرات الأطفال، يوصي ويوفر العلاج ويُعدّل معدات الفصول الدراسية، ويساعد الأطفال للمشاركة الكاملة قدر الإمكان في البرامج المدرسية والأنشطة. قد يعمل مع طفل بشكل فردي، أو مجموعات صغيرة في الفصول الدراسية، أو العمل على المنهج الدراسي بتشاور مع المعلم، أو لجنة إدارية أخرى. وتقدم خدمات التدخل المبكر للرضع والأطفال الصغار الذين لديهم أو هم في خطر التعرض لتأخر النمو مثل تسهيل استخدام اليدين وتعزيز مهارات الاستماع واتّباع الاوامر والمهارات الاجتماعية، وتعليم مهارات اليومية كاللبس.

## مع المسنين
العلاج الوظيفي مفيد جدا لكبار السن، الأخصائي يساعد المسنين ليصبحوا أكثر إنتاجية، حيوية، وإستقلالية من خلال مجموعة متنوعة من الأساليب، بما في ذلك استخدام معدات التكيف.أخصائي العلاج الوظيفي يعمل مع كبار السن في بيئات متنوعة كثيرة، مثل منازلهم في المجتمع، في المستشفى، ومرافق الرعاية السكنية على سبيل المثال. في المنزل الأخصائي يقييم المنزل ويحدد المخاطر والعوامل البيئية التي قد تؤدي لسقوط المسن. العلاج الوظيفي غالبا ما يكون مفيد في تقييم ملائمة الكراسي المتحركة لكبار السن، وبالإضافة إلى ذلك، تدريب خاص في إعادة التأهيل للقيادة وتقييم قدرة الفرد في العيادة وعلى الطريق. تسمح عمليات التقييم للأخصائي إلى تقديم توصيات لمعدات التكيف وتدريب المسن على العودة للقيادت مسافات طويلة أو إرشاده لكيفية استخدام المواصلات العامة.

## الصحة النفسية
أخصائي العلاج الوظيفي أيضا يعمل مع الناس الذين يعانون من مشاكل عقلية وصعوبات تعلم فيختار أنشطة تساعد الناس على الانخراط والتكيف في الحياة اليومية. وتشمل أنشطة مهارات إدارة الوقت، ووضع الميزانيات، والتسوق، التدبير المنزلي، واستخدام وسائل النقل العامة.العلاج الوظيفي يعمل أيضا مع الأفراد الذين يعانون من إدمان الكحول والاكتئاب، وتعاطي المخدرات، واضطرابات الأكل، اضطرابات الإجهاد. والهدف النهائي هو مساعدة الناس لرضا على الذات والانخرط بالمجتمع والتكيف مع بيئة العمل.

## مع المرضى الميئوس من شفائهم
أخصائي العلاج الوظيفي يعمل مع المرضى الذين يعانون من مرض عضال مثل السرطان وضمور العضلات، جميع مجالات الأداء تتأثر بشكل واسع، أخصائي العلاج الوظيفي يوفر وسائل مختلفة لهؤلاء المرضى لاستعادة أو الحفاظ على مستوى الأداء والطاقة باستخدام قدراتهم المتبقية لمنحهم الشعور بأهمية الذات والثقة.

## مع أصحاب الآلام المزمنة
أخصائي العلاج الوظيفي غالبا ما بعمل ضمن فريق متعددة التخصصات (المهنيين مثل الممرضات والأطباء) لمساعدة الأفراد مع الألم المزمن تطوير استراتيجيات معينة. مساحة قلق أخصائي العلاج الوظيفي هو استخدام الوقت ولكن من الشائع أيضا انه يساعد الناس للعودة إلى العمل، والأنشطة الترفيهية والعائلية. 
قد يستخدم مجموعة متنوعة من التدخلات، الإسترخاء، وضع الأهداف، حل المشكلات، التخطيط، وتنفيذها سواء في مجموعات أو فرديا. الأخصائين يقومون بالعمل في إطار العيادة، أو في المجتمع بما في ذلك مراكز الرعاية والعمل والمدرسة والمنزل. ويقوم بقييم الأداء المهني قبل وبعد التدخل، كمقياس للفعالية والحد من العجز.

## التقييم
تقييم وتسجيل أنشطة العميل والتقدم هو جزء مهم من العمل كأخصائي علاج وظيفي فهي سجلات دقيقة وضرورية لتقييم العملاء وتقديم التقارير إلى الأطباء وغيرهم من مقدمي الرعاية الصحية. تقييم شامل ودقيق يضمن أن أخصائي العلاج الوظيفي اختيار التدخلات المناسبة والفعالة لعملائه. التقييم في العلاج الوظيفي معقدة ومتعددة الأوجه، ويعتبر عنصرا أساسيا في عملية العلاج.

## علاج الأطراف العلوية والسفلية
العلاج الوظيفي يلعب أيضا دوراً رئيسياً في إعادة تأهيل المرضى الذين لديهم اصابات خطيرة في اليدين، ويلعب دورا هاماً مع جراح اليد / جراح العظام يعمل في حالات تتراوح بين إصابات الأنسجة مثل مرفق لاعب التنس واصابات العصب متلازمة النفق الرسغي طرق العلاج مثل الجبائر والتعليم والتثقيف هي بعض من أداوات العلاج الشائعة. علاج اليد هو من حقول التخصص في العلاج الوظيفي ويتطلب من الاخصائي أن يكون من ذوي المهارات العالية ودراية في علم تشريح الطرف العلوي ليكون قادر على العمل في هذا المجال. وهدفه هو أعادة المرضى لممارسة حياتهم اليومية بإستقلالية.